# Malou möter
Malou möter är en svensk pratshow i TV4 ledd av den svenska programledaren Malou von Sivers. Programmet hade premiär i Sverige 31 december 1995 där hon intervjuade Jonas Söderquist.

## Avsnittslista
- 31 december 1995 - Jonas Söderquist
- 5 april 1996 - Vigdís Finnbogadóttir
- 26 maj 1998 - Carl Bildt
- 28 maj 1998 - Göran Persson
- 29 november 1999 - Winnie Mandela
- 6 december 1999 - Ludmila Engqvist
- 13 december 1999 - Waris Dirie
- 20 december 1999 - Marianne Fredriksson
- 27 december 1999 - Leah Rabin och Jehan Al Sadat
- 5 april 2000 - Ingmar Bergman och Erland Josephson
- 12 april 2000 - Joakim Palme och Mårten Palme
- 19 april 2000 - Monica Zetterlund
- 26 april 2000 - Isabel Allende
- 3 maj 2000 - Tomas Brolin
- 10 maj 2000 - Iman Shakarchi
- 27 november 2000 - Yoko Ono
- 4 december 2000 - Mona Sahlin
- 11 december 2000 - Pehr G Gyllenhammar
- 18 december 2000 - Sven-Göran Eriksson
- 25 december 2000 - Isabella Rossellini
- 19 mars 2001 - Jörg Haider
- 26 mars 2001 - Marie Fredriksson och Per Gessle
- 2 april 2001 - Margaretha Krook
- 9 april 2001 - Ingvar Kamprad
- 23 april 2001 - Maria Rashidi
- 30 april 2001 - Feven
- 19 november 2001 - Britney Spears
- 26 november 2001 - Lars Norén
- 3 december 2001 - Erica Zander
- 10 december 2001 - Ulrika Jonsson
- 17 december 2001 - Luciano Pavarotti
- 30 december 2001 - Mats Wilander
- 22 april 2002 - Joseph Pfeifer
- 29 april 2002 - Thomas Fogdö
- 6 mars 2002 - Pelé
- 13 mars 2002 - Sven Wollter
- 6 september 2002 - Det bästa med Yoko Ono, Isabella Rosellini, Sven-Göran Eriksson, Waris Dirie och Nelson Mandela.
- 27 november 2002 - Aung San Suu Kyi[2]
- 4 december 2002 - Titti Zander
- 18 december 2002 - Ulf Lundell
- 11 maj 2003 - Annika Persson
- 12 maj 2003 - Jonas Gardell
- 5 februari 2004 - Margot Wallström och Mona Sahlin
- 31 augusti 2004 - Thorsten Flinck och Mikael Persbrandt
- 3 december 2004 - Sven-Göran Eriksson
- 18 april 2005 - Erin Brockovich
- 25 april 2005 - Anita Roddick
- 28 april 2005 - Göran Persson
- 9 oktober 2005 - Joyce Carol Oates
- 25 april 2006 - Carola Häggkvist
- 30 maj 2006 - Colin Powell
- 3 juli 2006 - Kofi Annan
- 12 augusti 2008 - Stellan Skarsgård
- 19 augusti  2008 - Tugba Tunc
- 26 augusti 2008 - Maria von Rosen
- 9 september 2008 - Anna Lindh special med bland annat Göran Persson, Margot Wallström, Jan Eliasson, Mona Sahlin och Bo Holmberg
- 7 december 2011 - Julian Assange
- 4 maj 2014 - Drottning Silvia
- 11 april 2017 - Leif GW Persson
- 22 augusti 2022 - Ebba Busch
- 23 augusti 2022 - Magdalena Andersson
- 24 augusti 2022 - Annie Lööf
- 25 augusti 2022 - Ulf Kristersson
- 29 augusti 2022 - Johan Pehrson
- 30 augusti 2022 - Jimmie Åkesson
- 31 augusti 2022 - Nooshi Dadgostar
- 1 september 2022 - Märta Stenevi